# Cydia
Cydia (МФА: [sɪˈdi.ə]) — неофициальное приложение для операционной системы iOS, которое позволяет пользователю искать и устанавливать пакеты программного обеспечения для iPhone, iPod Touch или iPad после открытия доступа к файловой системе устройства (джейлбрейка).
Cydia является графическим интерфейсом к утилите APT и системе управления пакетами dpkg. Большинство программных пакетов, доступных через Cydia, бесплатно, но также представлено несколько сотен пакетов для продажи через Cydia Store, аналогично App Store.
Cydia разработана Джеем Фрименом (англ. Jay Freeman; также известен как saurik) и его компанией SaurikIT. Название Cydia — намёк на садового вредителя яблонную плодожорку (лат. Cydia pomonella) (название фирмы Apple переводится как «яблоко»).
Некоторые из пакетов, доступные в Cydia, являются не просто приложениями, а пакетами расширения, темой для iOS-интерфейса или приложением для iOS-экосистемы. Так как эти программные пакеты работают на «взломанных» устройствах, они могут обеспечить функциональность, выходящую за рамки стандартных приложений или навредить стабильности работы системы. Большинство программных пакетов, доступных через Cydia, создано независимыми разработчиками. Так как Джей Фримен (saurik) не имеет доступа к управлению Cydia, некоторые программы, например mAdvLock, содержат в себе вредоносное программное обеспечение[1].

## Цель и функции
Основная цель Cydia — это предоставление графического интерфейса пользователям «взломанных» iOS устройств, для установки ПО, которого нет в App Store. Он также работает как агрегатор хранилищ, чтобы избежать зависимости от одного хоста и поставлять программное обеспечение с нескольких доверенных источников. Также легко можно добавить другие источники. Это позволяет iOS-разработчикам оставаться максимально открытыми, программное обеспечение может обновляться через собственное хранилище, что обеспечивает его распространение.
Программные пакеты загружаются непосредственно в iOS устройства, туда же, куда и приложения от Apple (каталог /Applications). («Взломанные» устройства могут также по-прежнему покупать и загружать приложения из App Store.)
Использование Cydia возможно только на «взломанном» при помощи джейлбрейка устройстве. В законности такого «взлома» iPhone были сомнения до июля 2010 года, когда Digital Millennium Copyright Act определил такую операцию на iPhone законной. Политика Apple заключается в лишении гарантии устройства, который был «взломан» джейлбрейком. С точки зрения российского законодательства, отказ в гарантии будет в этом случае незаконным.
Джейлбрейк обычно делается с помощью такого ПО, как TaiG, Pangu или более поздних инструментов.

## История
Джей Фримен выпустил первую версию Cydia в марте 2008 года с открытым исходным кодом в качестве альтернативы Installer.app для iPhone OS 1.1, но после выпуска iPhone OS 2.0 в июле 2008 года Cydia быстро стал самым популярным менеджером пакетов.
В августе 2009 года Фримен сказал: «Около 4 миллионов, или 10 % из 40 миллионов владельцев iPhone и IPod Touch, установили Cydia».
В сентябре 2010 года компания Фримена Saurik IT объявила, что она приобрела компанию Rock Your Phone (создателей Rock.app), которая сделала Cydia Store крупнейшим сторонним распространителем программ для «взломанных» устройств iOS.
24 декабря 2013 года вышла версия 1.1.9, в которой интерфейс Сydia был обновлен в соответствии с iOS 7.
22 октября 2014 года китайская команда Pangu Team, специализирующаяся на взломе iOS устройств, выпустила джейлбрейк для iOS 8.0 - 8.1. Вскоре после этого Джей Фримен обновил Cydia до версии 1.1.13, добавив поддержку iOS 8 и выпустив обновление для ручной загрузки.
26 февраля 2018 года команда CoolStar запустила первый релиз утилиты Electra, дающей доступ к Cydia для версий iOS 11.0 - 11.1.2. Наряду с Electra для iOS 11, CoolStar выпустила несколько патчей для Cydia, которые позволили Cydia работать с джейлбрейком от Electra, поскольку утилита была выпущена, когда Джей Фриман все еще работал над обновлениями для Cydia. В конце концов Фриман выпустил официальное обновление Cydia для устройств под управлением iOS 11.

## Cydia Store
В марте 2009 года Фримен предложил разработчикам простой способ продавать свои приложения через Cydia, связывая все покупки с одной учётной записью, так же, как и официальный App Store. Пользователи могут платить с помощью Amazon Payments, PayPal или покупать товары в магазине. Разработчики могут оснащать своё ПО техническими средствами защиты, но большинство пакетов не содержит подобных дополнений и легко устанавливается из сторонних репозиториев.